# 洛珀瑟姆
洛珀瑟姆（荷蘭語：Loppersum）是荷兰东北部格罗宁根省的一个旧市镇，面积为111.99平方公里，2007年人口为10,776。2021年1月1日，洛珀瑟姆与市镇代尔夫宰尔和阿平厄丹合并为新市镇埃姆斯代爾塔。